# Jackie Chan Stuntmaster
Jackie Chan Stuntmaster is een computerspel dat werd ontwikkeld door Radical Entertainment en uitgebracht door Midway. Het spel kwam in 2000 uit voor de Sony PlayStation. Het spel is singleplayer en is van het type Beat 'em up. Het perspectief van het spel is in de derde persoon. De speler speelt Jackie Chan en moet het opnemen tegen verschillende personages in New York. Het spel bevat vijftien levels met verschillende obstakels.

## Ontwikkelteam
| Functie            | Namen                                                   |
| ------------------ | ------------------------------------------------------- |
| Executive producer | Jeffrey Kearney                                         |
| Artdirector        | Rick Stringfellow                                       |
| Voice-over         | Jackie Chan, Paul Dobson, Kirby Morrow en Richard Side. |
| Soundtrack         | Graig Robertson                                         |

## Ontvangst
| Beoordeeld door                     | Datum           | Score |
| ----------------------------------- | --------------- | ----- |
| IGN                                 | 12 april 2000   | 80%   |
| Digital Press - Classic Video Games | 5 oktober 2005  | 80%   |
| Entertainment Weekly                | 31 maart 2000   | 75%   |
| Power Unlimited                     | juni 2000       | 69%   |
| GameSpot                            | 14 januari 2000 | 67%   |
| Power Unlimited                     | oktober 1998    | 64%   |
| PSM                                 | maart 2000      | 60%   |
| Jeuxvideo.com                       | 29 mei 2000     | 55%   |
| Super Play                          | mei 2000        | 40%   |